# Mikołaj Antoni Koiszewski
Mikołaj Antoni Koiszewski (ur. 14 listopada 1885 w Warszawie, zm. 9 listopada 1942 w Auschwitz-Birkenau) – oficer armii rosyjskiej, Wojska Polskiego na Wschodzie i Wojska Polskiego w II Rzeczypospolitej, kawaler Orderu Virtuti Militari.

## Życiorys
Urodził się w rodzinie Mikołaja (1850–1914), generała majora Armii Imperium Rosyjskiego, i Jadwigi z Kraszewskich (1857–1944). Był starszym bratem Spirydiona (1886–1978), również pułkownika kawalerii.
W 1904, po ukończeniu nauki w korpusach kadetów w Niżnym Nowogrodzie i Połtawie, wstąpił do rosyjskiej  Michałowskiej Szkoły Kawalerii. Po jej ukończeniu skierowany do 5 Litewskiego pułku ułanów. W armii rosyjskiej walczył na frontach I wojny światowej. Pod Dryświatami został kontuzjowany.
W 1917 wstąpił do I Korpusu Polskiego, a po jego rozwiązaniu, do 5 Dywizji Syberyjskiej. W lipcu 1920 wrócił do kraju. 6 września tego roku objął dowództwo 12 pułkiem ułanów. Od 8 października, w zastępstwie chorego płk. Konstantego Plisowskiego, dowodził 6 Brygadą Jazdy w czasie zagonu na Korosteń. 10 października 1920 osobiście dowodził brawurowym atakiem na Korosteń, na czele spieszonych trzech szwadronów z 1, 12 i 14 pułku ułanów. Za czyn ten  został odznaczony Krzyżem Srebrnym Orderu Virtuti Militari. 23 października 1920 został zatwierdzony z dniem 1 kwietnia 1920 roku, jako oficer byłej 5 Dywizji Strzelców Polskich w stopniu podpułkownika, w kawalerii, w grupie oficerów byłych Korpusów Wschodnich i byłej armii rosyjskiej.
3 maja 1922 został zweryfikowany w stopniu pułkownika ze starszeństwem z 1 czerwca 1919 i 28. lokatą w korpusie oficerów jazdy (od 1924 roku – kawalerii). Z dniem 1 czerwca 1924 został mianowany dowódcą XIII Brygady Kawalerii w Płocku. W listopadzie 1926 został zwolniony ze stanowiska dowódcy brygady i przydzielony do kadry oficerów kawalerii z pozostawieniem w dyspozycji szefa Departamentu Kawalerii Ministerstwa Spraw Wojskowych. Następnie został komendantem placu w Lublinie. W marcu 1929 został mianowany członkiem Oficerskiego Trybunału Orzekającego, a od 1 października tego roku pełnił obowiązki zastępcy przewodniczącego trybunału. Z dniem 28 lutego 1933 został przeniesiony w stan spoczynku.
W 1934, jako oficer stanu spoczynku pozostawał w ewidencji Powiatowej Komendy Uzupełnień Warszawa Miasto III. Posiadał przydział do Oficerskiej Kadry Okręgowej Nr I. Był wówczas „przewidziany do użycia w czasie wojny”.
We wrześniu 1939 zamierzał powrócić do czynnej służby wojskowej. Zbiegł z tymczasowego obozu oficerskiego w Radomiu. Aresztowany w Warszawie. 22 września 1942 został przewieziony do obozu Auschwitz-Birkenau i tam 9 listopada zamordowany.
Funkcjonuje również wersja, według której pułkownik miał zginąć 17 września 1939 w Wojcieszkowie i być pochowanym na tamtejszym cmentarzu parafialnym.
Symboliczny grób pułkownika znajduje się na cmentarzu Powązkowskim w Warszawie (kwatera 51-3-13). 
Mikołaj Antoni Koiszewski był żonaty z Niną z Yazykov'ów (1891–1977), z którą miał córkę Helenę Zofię po mężu Zahorską (1913–1953).

## Ordery i odznaczenia
- Krzyż Srebrny Orderu Wojskowego Virtuti Militari nr 251 (1921)[22]
- Krzyż Niepodległości (2 sierpnia 1931)[23]
- Krzyż Walecznych (dwukrotnie)[24]
- Złoty Krzyż Zasługi (18 lutego 1939)[25]
- Kawaler Orderu Legii Honorowej (Francja)[26][24]
- Medal Zwycięstwa („Médaille Interalliée”) – 1925[26][24][27]